# Куприн, Александр Иванович
Алекса́ндр Ива́нович Купри́н (26 августа [7 сентября] 1870, Наровчат, Пензенская губерния — 25 августа 1938, Ленинград) — русский писатель
-реалист, переводчик.

## Биография
Александр Иванович Куприн родился 26 августа (7 сентября) 1870 года в уездном городе Наровчат (сейчас Пензенская область) в семье чиновника, потомственного дворянина Ивана Ивановича Куприна (1834—1871), умершего из-за холеры через год после рождения сына. Мать — Любовь Алексеевна (1838—1910), урождённая Кулунчакова, происходила из рода татарских князей. После смерти мужа Любовь Алексеевна переехала в Москву, где прошли ранние годы и отрочество будущего писателя. В шесть лет мальчик был отдан в Московскую Разумовскую школу, откуда выпустился в 1880 году. В том же году поступил во Вторую Московскую военную гимназию.
В 1887 году был зачислен в Александровское военное училище. Впоследствии опишет свою армейскую юность в повестях «На переломе (Кадеты)» (1900) и в романе «Юнкера» в 1926 году.
Первым литературным опытом Куприна были стихи, оставшиеся неопубликованными. Первое напечатанное произведение — рассказ «Последний дебют» в журнале «Русский сатирический листок» (1889).
В 1890 году Куприн в чине подпоручика был выпущен в 46-й Днепровский пехотный полк, стоявший в Подольской губернии, в Проскурове (сейчас Хмельницкий). Четыре года служил офицером, военная служба дала ему богатый материал для будущих произведений.
Летом 1893 года Куприн отправился в Петербург, чтобы поступить в Академию Генерального штаба, но из-за скандала, произошедшего по дороге в столицу, в результате которого Куприн сбросил в воду полицейского, ему было запрещено сдавать экзамены.
В 1893 году в петербургском журнале «Русское богатство» вышли его повесть «Впотьмах», рассказы «Лунной ночью». В 1894 году — «Дознание» («Экзекуция»). На армейскую тему у Куприна есть несколько рассказов: «Ночлег» (1895), «Ночная смена» (1899), «Поход» (1901).
В 1894 году поручик Куприн подал рапорт и уволился из армии, после чего переехал в Киев, не имея никакой гражданской профессии и решив посвятить себя литературному труду. В следующие годы много странствовал по России, перепробовав множество профессий, жадно впитывая жизненные впечатления, которые стали основой его будущих произведений. Он был репортёром киевских газет, управляющим при строительстве дома, занимался табаководством, служил в технической конторе, был псаломщиком, играл в театре в Сумах, изучал зубоврачебное дело, пробовал постричься в монахи, работал в кузнице, разгружал арбузы, преподавал в училище для слепых, работал на Юзовском сталелитейном заводе, активно исследовал чёрную металлургию.
В 1896 году опубликовал очерк «Юзовский завод» и повесть «Молох». В 1897 году — рассказ «Прапорщик армейский» («Кэт»)". В 1898 году — рассказ «Лесная глушь» и повесть «Олеся». В 1901 году — рассказ «Серебряный волк» («Оборотень»).
В эти годы Куприн познакомился с И. А. Буниным, А. П. Чеховым и М. Горьким. В 1900 году был на премьере пьесы «Три сестры» Чехова в МХТ. В 1901 году переехал в Петербург, начал работать секретарём «Журнала для всех». В петербургских журналах появились рассказы Куприна: «Болото» (1902), «Конокрады» (1903), «Белый пудель» (1904), написанный в Мисхоре — курорте на Южном берегу Крыма, где он жил 2,5 года. В 1907—1909 годах работал воздушным гимнастом, в 1901—1904 годах клоуном в цирке Феодосии. Гастролировал по Ялте, Бахчисараю, Севастополю, Феодосии. В мае 1904 года в Ялте А. П. Чехов читал Куприну «Чайку». Рассказы Куприна «Барбос и Жулька» (1897), «В цирке» (1902), «Легче воздуха» (1929) стали символом русского цирка. В Феодосии Куприн познакомился с Иваном Поддубным — борцом вольного стиля, который на протяжении восьми лет (с 1897 по 1905 гг.) одержал 37 побед в 19 схватках с борцами из 7 стран мира.
В 1905 году вышло наиболее значительное его произведение — повесть «Поединок», имевшая большой успех. Выступления писателя с чтением отдельных глав этой повести стали событием культурной жизни столицы. Другие его произведения этого времени: рассказы «Штабс-капитан Рыбников» (1905), «Река жизни» (1906), «Гамбринус» (1907), очерк «События в Севастополе» (1905). В этом же году писатель поддержал восстание лейтенанта Шмидта, с которым познакомился лично. На тот момент Куприн проживал в своём доме в Балаклаве. Он приехал в Севастополь, активно выступал в поддержку восставших и даже помог скрыться от расправы матросам крейсера «Очаков». После выхода очерка «События в Севастополе» адмирал Чухнин отдал приказ о выселении его из пределов Севастопольского градоначальства в течение суток, после чего писатель вернулся в Петербург. В 1906 году был кандидатом в депутаты Государственной думы первого созыва от Санкт-Петербургской губернии.
В годы между двумя революциями Куприн опубликовал цикл очерков «Листригоны» (1907—1911), рассказы «Суламифь» (1908), «Гранатовый браслет» (1911), повесть «Жидкое солнце» (1913). Его проза стала заметным явлением русской литературы. В 1909 году с семьёй поселился в Гатчине. В 1911 году принял участие в коллективном романе «Три буквы» на страницах «Синего журнала» (написал первые главы).
В апреле 1911 года Куприн вместе с семьёй выехал за границу, посетил Ниццу, Марсель, Венецию, Геную, Ливорно, Корсику. Через Вену и Варшаву вернулся в июле того же года в Россию.
После начала Первой мировой войны открыл в своём доме военный госпиталь и агитировал в газетах граждан брать военные займы. В ноябре 1914 года был мобилизован и направлен в ополчение в Финляндию командиром пехотной роты. Демобилизован в июле 1915 года по состоянию здоровья, вернувшись в Гатчину. В 1915 году Куприн завершает работу над повестью «Яма», в которой рассказывает о жизни проституток в публичных домах. Повесть подверглась осуждению за излишний натурализм. Издательство Нуравкина, выпустившее в немецком издании «Яму», было привлечено прокуратурой к ответственности «за распространение порнографических изданий». Отречение Николая II Куприн встретил в Гельсингфорсе (сейчас Хельсинки), где проходил лечение, и воспринял его с энтузиазмом. После возвращения в Гатчину работал редактором газет «Свободная Россия», «Вольность», «Петроградский листок», симпатизировал эсерам. Куприна снова взяли в армию и после Февральской революции направили на Северо-Западный фронт.
В 1917 году завершил работу над повестью «Звезда Соломона», в которой, творчески переработав классический сюжет о Фаусте и Мефистофеле, поднял вопросы о свободе воли и роли случая в человеческой судьбе.
После Октябрьской революции писатель не принял политику военного коммунизма. Работал в издательстве «Всемирная литература», основанном М. Горьким, с которым был хорошо знаком. В это же время перевёл драму Ф. Шиллера «Дон Карлос». В июле 1918 года после убийства Володарского был арестован, три дня просидел в тюрьме, был выпущен и внесён в список заложников.
В декабре 1918 года имел личную встречу с В. И. Лениным по вопросу организации новой газеты для крестьян «Земля»; Ленин одобрил идею, но проект был «зарублен» председателем Моссовета Л. Б. Каменевым. О Ленине он впоследствии написал книгу «Ленин. Моментальная фотография».
16 октября 1919 года, с приходом в Гатчину белых, поступил в чине поручика в Северо-Западную армию, получил назначение редактором армейской газеты «Приневский край», которую возглавлял генерал П. Н. Краснов (этот период Куприн описал в автобиографической повести «Купол Св. Исаакия Далматского», изданной в 1927 году в Париже). Поддержал наступление Юденича на Петроград (сейчас Санкт-Петербург), написав об этом повесть «Купол св. Исаакия Далматского».
После поражения Северо-Западной армии находится в Ревеле (сейчас Таллин), с декабря 1919 года — в Гельсингфорсе, где сотрудничал с газетой «Новая русская жизнь», с июля 1920 года — в Париже.
В эмигрантский период с 1926 по 1929 годы он написал романы «Юнкера» и «Жанета», несколько очерков и рассказов и сотрудничал с эмигрантскими газетами «Общее дело», «Русская газета», «Русское время».
30 мая 1937 года по приглашению правительства СССР Куприн вернулся на родину. Возвращению Куприна в Советский Союз предшествовало обращение полпреда СССР во Франции В. П. Потёмкина 7 августа 1936 года с соответствующим предложением к И. В. Сталину (который дал предварительное «добро»), а 12 октября 1936 года — с письмом к наркому внутренних дел Н. И. Ежову. Ежов направил записку Потёмкина в Политбюро ЦК ВКП(б), которое 23 октября 1936 года приняло решение: «разрешить въезд в СССР писателю А. И. Куприну» (проголосовали «за» И. В. Сталин, В. М. Молотов, В. Я. Чубарь и А. А. Андреев; воздержался К. Е. Ворошилов).
В эссе «Поединок с собой» в «Литературной газете» писатель Елена Сазанович так описала душевное состояние Александра Ивановича Куприна в те времена: «Родину нельзя купить. Её можно только продать. У Куприна, слава богу, до этого не дошло. Любовь к Родине может всё оправдать. Он вернулся. Чтобы снова научиться спать по ночам. Улыбаться. И писать, в конце концов!.. Советское правительство помогло Куприну вернуться в Москву. Тайно. Оберегая от мести. Поединок с собой состоялся. Победил писатель и товарищ Куприн. Вслед ему из-за бугра летели проклятия. А его восторженно встречала Москва в первый день лета. И Фадеев с радостным возгласом: „Наш! Конечно, наш!“ Наш… Он вернулся домой, чтобы умереть? Нет, конечно, нет. Он вернулся домой, чтобы прожить ещё год. Целый год! И два лета. А из окна своего дома видеть цветущий Ленинград и вдыхать запах цветов. Которые растут только в России. И слышать, как вся страна бьёт во все колокола накануне новой войны. И не только слышать. Но и быть вместе со страной. Уже до конца».
По устным воспоминаниям соседей, Куприну была предоставлена квартира в элитном по проекту и по составу жильцов сталинском доме на Выборгской стороне в Лесном по адресу Ленинград, Лесной проспект, д. 61 (Дом специалистов).
По утверждениям Л. Рассказовой, во всех служебных записках советских чиновников зафиксировано, что Куприн слаб, болен, неработоспособен и не в состоянии ничего писать. Предположительно, опубликованная в июне 1937 года в газете «Известия» за подписью Куприна статья «Москва родная» была на самом деле написана приставленным к Куприну журналистом Н. К. Вержбицким. Публиковалось также интервью с женой Куприна Елизаветой Морицевной, которая рассказывала, что писатель восхищён всем увиденным и услышанным в социалистической Москве.
По другим данным, он был вполне активен, подписал с Мосфильмом договор об экранизации рассказов «Штабс-капитан Рыбников» и «Гамбринус», присутствовал на военном параде на Красной площади, подписался на заём обороны.
Куприн умер в Ленинграде в ночь с 24 на 25 августа 1938 года от рака пищевода. Похоронен на Литераторских мостках, рядом с захоронением Ивана Тургенева.

## Семья
- Давыдова (Куприна-Иорданская), Мария Карловна (25 марта 1881—1966) — первая жена, приёмная дочь виолончелиста Карла Юльевича Давыдова и издательницы журнала «Мир Божий»[60] Александры Аркадьевны Горожанской (свадьба состоялась 3 февраля 1902 года, развод в марте 1907 года, однако официально документы о разводе были получены только в 1909 году). Впоследствии — жена государственного деятеля Николая Ивановича Иорданского (Негорева)[61]. Оставила воспоминания «Годы молодости» (в том числе, о времени совместной жизни с А. И. Куприным) (М.: «Художественная литература», 1966)[62].
  - Куприна, Лидия Александровна (3 января 1903 — 23 ноября 1924) — дочь от первого брака. Окончила гимназию. В шестнадцать лет вышла замуж за некоего Леонтьева, но уже через год развелась. В 1923 году вышла замуж за Бориса Егорова. В начале 1924 года родила сына Алексея (1924—1946) и вскоре разошлась с мужем. Когда сыну было десять месяцев, скончалась. Алексей воспитывался у своего отца, в дальнейшем участвовал в Великой Отечественной войне в звании сержанта, умер от заболевания сердца, явившегося последствием контузии, полученной на фронте[63].
- Гейнрих, Елизавета Морицовна (1882—1942) — вторая жена (с 1907 года, обвенчались 16 августа 1909 года). Дочь пермского фотографа Морица Гейнриха, младшая сестра актрисы Марии Абрамовой (Гейнрих). Работала сестрой милосердия. Покончила с собой во время блокады Ленинграда[64].
  - Куприна, Ксения Александровна (21 апреля 1908 — 18 ноября 1981) — дочь от второго брака. Модель и актриса. Работала в Доме моды Поля Пуаре. В 1958 году переехала из Франции в СССР. Играла в театре А. С. Пушкина в Москве. Жила в доме на Фрунзенской набережной[65]. Оставила свои воспоминания «Куприн — мой отец». Похоронена вместе с родителями.
  - Куприна, Зинаида Александровна (6 октября 1909—1912) — дочь от второго брака, умерла от воспаления лёгких. Похоронена на Гатчинском кладбище. Дочь писателя Ксения и его внук Алексей Егоров умерли бездетными, поэтому к настоящему времени прямых потомков писателя не осталось[66].
- Можарова, Софья Ивановна (урождённая Куприна; 1861—1919 или 1922 год), сестра, жена Можарова Ивана Александровича. Последние годы жизни проживала в городе Сергиев Посад.
- Можаров, Георгий Иванович (1889—1943), племянник[67][68].

### Издания
- А. И. Куприн. Полное собрание сочинений в восьми томах. — СПб.: Издание А. Ф. Маркса, 1912.
- А. И. Куприн. Полное собрание сочинений в девяти томах. — СПб.: Издание А. Ф. Маркса, 1912—1915.
- А. И. Куприн. Царевъ гость изъ Наровчата — первое изданiе, газета «Возрожденiе : Vozrojdenie—La Renaissance» (Франция, Париж : France, Paris) № 3113—3114 от 10—11 декабря 1933.
- А. И. Куприн. Избранное. Т. 1—2. — М.: Гослитиздат, 1937.
- А. И. Куприн. Рассказы. — Л.: Лениздат, 1951.
- А. И. Куприн. Сочинения в 3 т. — М.: Гослитиздат, 1953, 1954.
- А. И. Куприн. Собрание сочинений в 6 т. — М.: Художественная литература, 1957—1958.
- А. И. Куприн. Собрание сочинений в 9 т. — М.: Правда, 1964.
- А. И. Куприн. Собрание сочинений в 9 т. — М.: Художественная литература, 1970—1973.
- А. И. Куприн. Собрание сочинений в 5 т. — М.: Правда, 1982.
- А. И. Куприн. Собрание сочинений в 6 т. — М.: Художественная литература, 1991—1996.
- А. И. Куприн. Собрание сочинений в 11 т. — М.: Терра, 1998. — ISBN 5-300-01806-6.
- А. И. Куприн. Париж интимный. — М., 2006. — ISBN 5-699-17615-2.
- А. И. Куприн. Полное собрание сочинений в 10 т. — М.: Воскресенье, 2006—2007. — ISBN 5-88528-502-0.
- А. И. Куприн. Собрание сочинений в 9 т. — М.: Книговек (Литературное приложение «Огонёк»), 2010. — ISBN 978-5-904656-05-8.
- А. И. Куприн. Гранатовый браслет. Повести. / Сост. И. С. Веселовой. Вступ. ст. А. В. Карасёва. — Харьков; Белгород: Клуб Семейного Досуга, 2013. — 416 с.: ил. — (Серия «Великие шедевры мировой классики»). — ISBN 978-5-9910-2265-1[69]
- А. И. Куприн. Голос оттуда // «Роман-газета», 2014. — № 4.

### Экранизации
См. Экранизации произведений А. И. Куприна

### Киновоплощения
- Гранатовый браслет (1964) — Григорий Гай.
- Воздухоплаватель (1975) — Армен Джигарханян.
- Белый снег России (1980) — Владимир Самойлов.
- Куприн (2014) — Михаил Пореченков.

## Память
- Именем Куприна в России названы 21 населённых пунктов и 101 улица и переулков и 1 проспект в городах и сёлах России[70], 5 из них — в Пензенской области (в Пензе, Кузнецке, Наровчате, Нижнем Ломове и Каменке).
- На родине Куприна (село Наровчат Пензенской области) 19 сентября 1981 года открыт единственный дом-музей Куприна и установлен первый в России памятник писателю (мраморный бюст работы скульптора В. Г. Курдова). В открытии музея и памятника принимала участие дочь писателя — Ксения Александровна Куприна (1908—1981)[71].
- В селе Даниловском Устюженского района Вологодской области находится усадьба Батюшковых, где есть несколько подлинных вещей Куприна.
- В Гатчине имя Куприна носят центральная городская библиотека (с 1959)[72] и одна из улиц микрорайона Мариенбург (с 1960). Также в 1989 году в городе установлен бюст-памятник Куприну работы скульптора В. В. Шевченко[73].
- В Гатчине в сентябре 2023 года в общественном пространстве «Гатчинский дворик» (объединившем сквер Куприна и сквер Николая Терентьева) был установлен памятник Александру Куприну, рядом с которым разместились фигуры двух героев купринских рассказов — пушистой кошки Ю-ю и пса Сапсана[74].
- На Украине в честь А. И. Куприна названы крупные улицы в городах Донецк, Мариуполь, Кривой Рог, а также улицы в городах Одесса, Макеевка, Хмельницкий, Сумы и некоторых других.
- В Киеве, на доме № 4 по ул. Сагайдачного (Подол, бывшая Александровская), где в 1894—1896 годах жил писатель, в 1958 году была открыта мемориальная доска. Именем Куприна названа улица в Киеве.
- В Одессе, на доме № 2 по улице Маразлиевской, где проживал писатель в 1910—1911 годах, установлены мемориальная доска и горельеф в его честь[75]; 2 сентября 2020 года, в день 226-й годовщины основания города, на Аллее звёзд в память о нём был открыт памятный знак в его честь.
- В Санкт-Петербурге на месте ресторана «Вена», в котором часто бывал А. И. Куприн, находится мини-отель «Старая Вена»[76], один из номеров которого полностью посвящён писателю. Там же находятся раритетные дореволюционные издания его книг и множество архивных фотографий.
- В 1990 году в Балаклаве было установлено мемориальное обозначение в районе дачи Ремизова, на которой дважды жил Куприн. В 1994 году имя писателя получила балаклавская библиотека № 21 на набережной (бывшая Дача Марецкой). В мае 2009 года был открыт памятник Куприну скульптора С. А. Чижа.
- 12 сентября 1992 года в честь А. И. Куприна назван астероид (3618) Куприн, открытый в 1979 году советским астрономом Н. С. Черных.
- В Коломне писателю установлена мемориальная доска.
- В 2014 году в России снят телесериал «Куприн» (режиссёры Фурманов Владислав Рудольфович, Эшпай Андрей Андреевич, Малюков Андрей Игоревич, Кошишев Сергей Константинович).
- Памяти А. И. Куприна посвящён проводимый Союзом писателей Республики Крым ежегодный литературный конкурс на соискание премии Александра Куприна. На этот конкурс принимаются творческие работы, связанные с творчеством писателя[77].
- В Москве в поселении Сосенское в 2020 году в честь Куприна назван проспект[78].

- Объекты, связанные с именем А. И. Куприна в Наровчате
- Покровский собор, в котором был крещён А. И. Куприн
- Дом-музей А. И. Куприна
- Памятник А. И. Куприну (1981), скульптор В. Г. Курдов
- Памятник А. И. Куприну (2015), скульптор А. С. Хачатурян

## Переводы
- Беранже П.-Ж. Предсказание Hострадама на 2000 год (перевод Куприна) / Пьер-Жан Беранже; переводчик А. И. Куприн // Песни: сборник / Пьер-Жан Беранже, Огюст Барбье, Пьер Дюпон. — Москва: Художественная литература, 1976. — 542, [2] с.: ил. + [5] л.; 21 см. — (Библиотека всемирной литературы. Серия вторая «Литература XIX века»; Том 69) .